# Simsig
A SimSig egy angol fejlesztésű vasútforgalmi szimulátor. Elkészítéséhez a British Rail Research Division által a késő 80-as években kifejlesztett Integrated Electronic Control Centre IECC rendszert vették alapul.
A készítés során a fejlesztők kifejezetten az élethűség növelésére törekednek, a játékélmény másodlagos. Ennek megfelelően valós helyszíneket modelleznek, átvették az eredeti IECC (szöveges üzemmódú) grafikai megjelenését, animációit, hangját, továbbá az adott terület biztosítóberendezéseire jellemző egyedi megoldásokat. Ilyenek például Exeter St. Davids állomás különleges jelzői, vagy Anglia legmeredekebb emelkedőjén (Lickey) elhelyezett jelzők speciális működése.
A SimSig rendszerhez egy általános súgót leszámítva nem készült kézikönyv. Hivatalos terméktámogatás sincs, segítséget csupán a fejlesztők, vagy rajongók által működtetett oldalon kaphatunk. A program szimuláció-mivoltából kifolyólag pályaszerkesztő sem készült.
A SimSig csapat eddig negyvenegy irányítóközpontot készített. A legrégebbi szimuláció 2002 óta tölthető le. A kezdeti időszakban a programokért fizetni kellett, a letölthető programok a próbaidő leteltével kódot kértek. Később nyilvánosságra hozták az aktiváló kódokat, így azóta ingyenesen használhatóak a régebbi szimulációk. Az újabb fejlesztések 2013 augusztusáig ingyenesek voltak. A legújabb központok újból fizetősek lettek.

## Működés
A program emulálja az IECC és a mögötte meghúzódó biztosítóberendezés működését, és szimulálja a vonatforgalmat. A kezelő feladata a vonatoknak a menetrendben rögzített időben és útvonalon való leközlekedtetése a vágányutak, vasúti átjárók kezelésével. A program számolja a vonatok késését, de figyeli az útvonalat és a vágányszámokat is.
Az IECC-hez hasonlóan a program korlátozott mértékben képes a vonatszámokat követni (ACI). Az eredeti IECC önműködő vágányútállítási funkciója (ARS) a szimulációk mintegy felében van kialakítva.
A legújabb fejlesztés, hogy nem csak egy monitoron jeleníthetjük meg a központ területét, hanem akár 5-6 monitoron is. Ezt egy scroll-os rendszerben valósították meg.

### Menetrendek
A letöltött szimulációkhoz mellékelt menetrendek valós menetrendek alapján készülnek. A szimulátorban található egy beépített menetrendszerkesztő is, amivel a felhasználó saját menetrendet is létrehozhat. A szerkesztés megkönnyítésére Clive Feather készített egy konvertáló programot.

### Hálózat
A futó szimulációk hálózaton tudnak kommunikálni egymással. Azonos területet lefedő szimulációk kapcsolódásakor a játékosok megoszthatják a munkát. Különböző, de (a valóságban) szomszédos területeket lefedő szimulációk összekapcsolhatók, így komplex hálózatok is kialakíthatók.

### A SimSig és a nagyvasút
A SimSig élethűségére példa, hogy a Didcot egyik verzióját a Swindon B szimuláció mintaképül szolgáló eredeti IECC-t is üzemeltető Railtrack PLC (utódja a Network Rail) is megvásárolta, hogy azt oktatási és gyakorlási célokra használja. Jelenleg is számtalan IECC rendszerrel bonyolítják le a vasúti forgalmat Anglia-szerte, például Ashfordban.
A programot Dr. Jörn Pachl professzor ajánlotta gyakorlás céljából a Sheffieldi Egyetemen. Legutóbb egy jelzőtankönyvhöz használták fel a programról készült képeket.
A Rail Safety és Standards Board tantermi segélyként ajánlják SimSig használatát, a dokumentumban vasúti oktatási anyag található a skóciai tanárok részére. Alan Marshall a North London Society Model mérnöke olyan figyelemre méltó és összetett szimulátorként írta le a Simsiget, ami teszteli a készségeket, és azt, hogyan lehet működtetni sikeresen egy modern vasútirányító rendszert.
Jelenleg a SimSig készítői a több irányító központon egyszerre dolgoznak, pl. a több modulból (Croydon, Gatwick, Brighton stb.) álló Three Bridges ASC területén.
A simsig.co.uk közösségi oldalon a többek között olvashatunk a Derby és az Oxted fejlesztésének állapotáról.
Ezenkívül továbbra is dolgoznak a befejezetlen központokon, mint pl. a Trent 1985-ös vágányhálózat, a Swindon-Didcot egyesítésén a SwinDid-en, a North London Line-on (London Overground) hibajavításán, továbbá a 2013-ban kiadott új rendszer fájllal egybekötött licenc menedzser alatt is működjenek a régebbi kiadású irányító központok.
2012-ben a program egyik készítője Geoff Mayo alapított egy céget a Cajon Rail LLC-t, amely az Egyesült Államokban működik és a vasúti forgalomirányító szoftverek fejlesztése a fő profilja. Ennek a cégnek a tulajdonába került a SimSig vasúti forgalomirányító szimulátor program.

## Irányítóközpontok
A vastagon szedett központok csak vásárlás után használhatók, a többi továbbra is ingyenes.
| Név:                   | Kijelző típusa: | Verziószám:   | Kiadási dátum:       |
| ---------------------- | --------------- | ------------- | -------------------- |
| Victoria Central       | scroll          | V1.1          | 2013. január 27.     |
| Victoria South Eastern | scroll          | V1.1          | 2013. január 27.     |
| Wembley Suburban       | scroll          | V2.216        | 2013. december 3.    |
| West Hampstead         | scroll          | V1.9c         | 2013. november 19.   |
| Marylebone             | scroll          | V2.2a         | 2013. november 19.   |
| Fenchurch St           | scroll          | V2.2a         | 2013. november 19.   |
| Westbury               | scroll          | V4.1          | 2013. november 19.   |
| Victoria LUL           | scroll          | V4.1          | 2013. november 19.   |
| Liverpool Street       | scroll          | V3.3          | 2013. november 19.   |
| Lancing                | scroll          | V4.0a         | 2013. november 19.   |
| King's Cross           | scroll          | V3.3a         | 2013. november 19.   |
| Exeter                 | scroll          | V4.2          | 2013. november 19.   |
| Brighton               | scroll          | V4.0          | 2013. november 19.   |
| Central Scotland       | scroll          | V3.238.2.2 1  | 2013. augusztus 6.   |
| North East Scotland    | scroll          | 3.238.2.2     | 2013. augusztus 3.   |
| Edinburgh              | scroll          | 3.238.2       | 2013. augusztus 3.   |
| Cowlairs               | scroll          | V3.238.2C     | 2013. augusztus 3.   |
| Trent                  | scroll          | V2.132.3.8121 | 2013. augusztus 3.   |
| Carlisle               | scroll          | V3.238.1      | 2012. november 17.   |
| North Wales Coast      | scroll          | V2.233.1      | 2012. november 14.   |
| Llangollen             | scroll          | V2.233.1      | 2012. november 12.   |
| Saltley                | scroll          | V2.232.1.40   | 2011. november 26.   |
| Royston                | scroll          | V2.5          | 2011. november 26.   |
| Lime Street            | scroll          | V2.232.0.25   | 2011. november 26.   |
| Euston                 | scroll          | V1.0          | 2011. november 26.   |
| Drain                  | scroll          | V1.1          | 2011. november 26.   |
| Worksop                | scroll          | V2.218.1      | 2011. március 25.    |
| South Humberside       | scroll          | V2.218.76½    | 2011. március 25.    |
| Wembley Suburban       | full            | V2.216        | 2010. szeptember 14. |
| North London Line      | full            | V2.102        | 2010. március 30.    |
| Central Scotland       | scroll          | V2.207        | 2010. március 17.    |
| Edinburgh              | scroll          | V2.207        | 2010. március 17.    |
| Peterborough           | scroll          | V2.202        | 2009. november 22.   |
| Southampton            | scroll          | V2.201        | 2009. november 12.   |
| Waterloo               | full            | V2.202        | 2009. november 12.   |
| Gloucester             | scroll          | V2.201        | 2009. november 12.   |
| Bristol                | scroll          | V2.202        | 2009. december 20.   |
| Cambridge              | full            | V2.201        | 2009. november 12.   |
| Sheffield              | full            | V2.132        | 2009. február 6.     |
| Didcot                 | full            | V2.6.4        | 2002. július 13.     |
| Stafford               | full            | V2.6.4        | 2002. június 12.     |
| Swindon                | full            | V2.6.3        | 2002. május 6.       |

## Béta Irányító központok
| Név:      | Kijelző típusa: | Verziószám: | Kiadási dátum:     |
| --------- | --------------- | ----------- | ------------------ |
| Sheffield | scroll          | 2.202       | 2009. november 14. |
| Swindid   | scroll          | 2.123       | 2008. július 17.   |
| Croydon   | full            | 1.1.0       | 2007. január 28.   |